# Лыжный спорт
Лыжный спорт — это совокупность различных видов зимнего спорта, в соревнованиях по которым спортсмены используют лыжи. Включает в себя гонки на лыжах на различные дистанции, прыжки на лыжах с трамплина, лыжное двоеборье (лыжная гонка и прыжки на лыжах с трамплина), горнолыжный спорт. Зародился лыжный спорт в Норвегии в XVIII веке. В Международной федерации лыжного спорта-ФИС (FIS; основана в 1924) состоят около 111 государств (1991). Лыжный спорт входит в программу зимних Олимпийских игр с 1924 года. Чемпионаты мира проводятся с 1925 года (официально — с 1937 года).
Лыжный спорт можно поделить на 4 большие категории:
1. Северные виды, или лыжные гонки, спортивное ориентирование на лыжах, прыжки на лыжах с трамплина, лыжное двоеборье (или северная комбинация) — прыжки на лыжах с трамплина с последующей лыжной гонкой.
2. Альпийские виды, или практически весь горнолыжный спорт: скоростной спуск, гигантский слалом, супергигантский слалом, слалом, горнолыжная комбинация, где чемпион определяется по сумме двух видов — скоростного спуска и слалома, а также командных соревнований.
3. Фристайл.
4. Сноубординг, или упражнения на одной «большой лыже» (специальной доске).

Существуют виды, включающие в себя элементы лыжного спорта, а также не олимпийские и малораспространённые виды лыжного спорта:
- Биатлон — гонки на лыжах со стрельбой из винтовки, очень популярный во многих странах отдельный вид спорта, входит в программу Олимпийских игр, как и лыжный спорт;
- Арчери-биатлон — гонка на лыжах со стрельбой из лука (иногда называется «скай-арч»);
- Скитур — элементы горнолыжного спорта, сочетаемые с небольшими путешествиями на лыжах (разновидность спортивного туризма).

## История

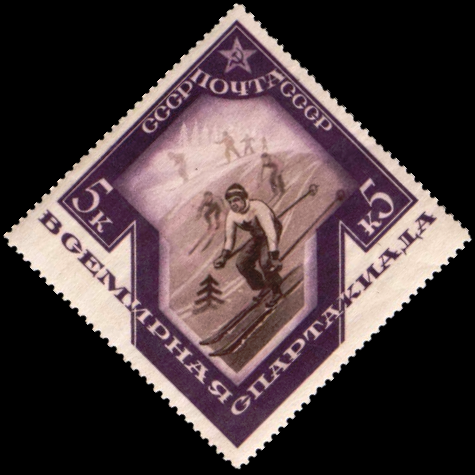
Почтовая марка СССР. Серия «Спорт в СССР. Спартакиада»: Лыжный спорт

Во всём мире лыжи стали одним из самых популярных видов зимнего спорта. Нет более демократичного, доступного, столь тесно связанного с природой и так полезного для человека вида спорта. Появление лыж было обусловлено потребностью человека добывать на охоте пищу зимой и передвигаться по местности, занесённой снегом.
Лыжи появились повсеместно, где жил человек в условиях снежной зимы. Первые лыжи были ступающие. Одна из последних находок (А. М. Микляев, 1982 г.) обнаружена на территории Псковской области. По заключению специалистов, эта лыжа является одной из самых древних, сделана около 4 300 лет назад.

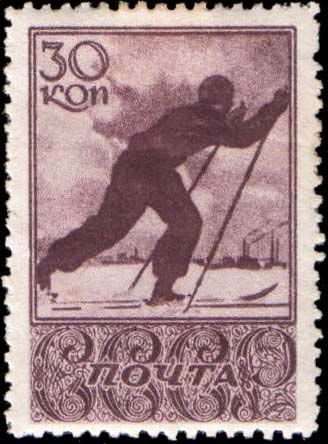
Почтовая марка, 1938 год. Серия «Спорт в СССР

Первые письменные документы о применении скользящих лыж относятся к VI—VII векам н. э. Готский монах Жорданес в 552 году, греческие историки Иордан в VI веке, Павел Диакон в 770 году описывали использование лапландцами и финнами лыж в быту и на охоте. В конце VII века историк Верефрид дал подробное описание лыж и их использование народами Севера на охоте за зверем. Король Норвегии Олаф Тругвассон по записям 925 года представлен хорошим лыжником. В 960 году лыжи упоминаются как принадлежность для обучения придворных норвежских сановников.
В 1733 году Ганс Эмахузен издал первое наставление по лыжной подготовке войск с явно спортивным уклоном. В 1767 году были проведены первые соревнования по всем видам лыжного спорта (по современным понятиям): биатлону, слалому, скоростному спуску и гонкам.
Первая в мире выставка различных типов лыж и лыжного инвентаря была открыта в Тронхейме, в 1862—1863 годах. В 1877 году в Норвегии организовано первое лыжное спортивное общество, вскоре в Финляндии открыли спортивный клуб. Затем лыжные клубы начали функционировать и в других странах Европы, Азии и Америки.
Росла популярность лыжных праздников в Норвегии — Холменколленские игры (с 1883 года), Финляндии — Лахтинские игры (с 1922 года), Швеции — массовая лыжная гонка «Васалоппет» (с 1922 года).
В конце XIX века соревнования по лыжному спорту стали проводиться во всех странах мира. Лыжная специализация в разных странах была различной. В Норвегии большое развитие получили гонки по пересечённой местности, прыжки и двоеборье. В Швеции — гонки по пересечённой местности. В Финляндии и России — гонки по равнинной местности. В США развитию лыжного спорта способствовали скандинавские переселенцы. В Японии лыжный спорт под влиянием австрийских тренеров получил горнолыжное направление.

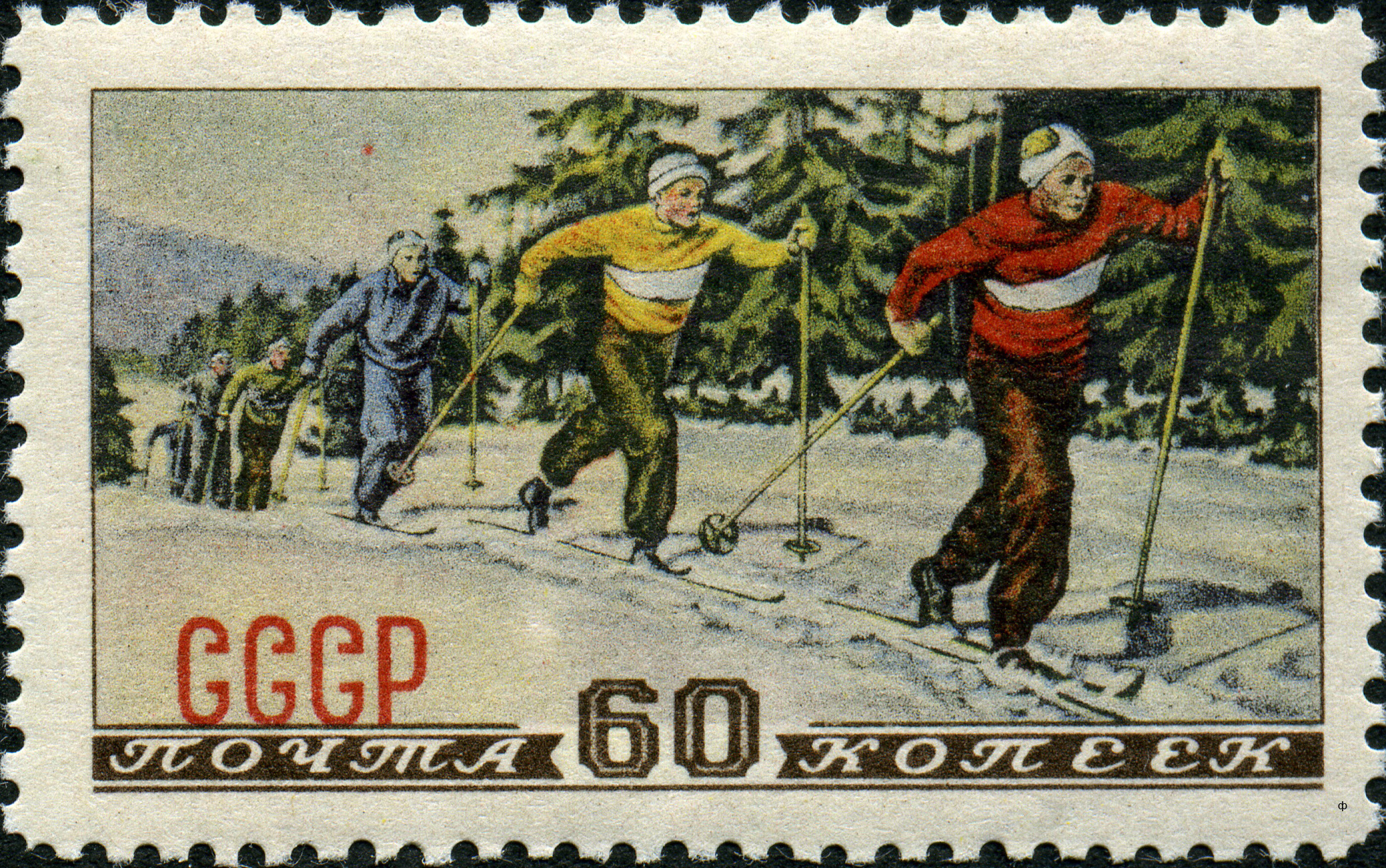
Почтовая марка, 1952 год

## В России
- Федерация лыжных гонок России (ФЛГР)[1]
- Российская федерация горнолыжного спорта

Биатлон (см. биатлон в России).
На ОИ-2022 в Пекине женская сборная России (Юлия Ступак, Наталья Непряева, Татьяна Сорина и Вероника Степанова) одержала победу в лыжной эстафете 4х5 км;
на следующий день российские лыжники Алексей Червоткин, Александр Большунов, Денис Спицов и Сергей Устюгов, опередив сборную Норвегии, победили в эстафете 4х10 км, впервые для российских лыжников за 42 года (предыдущий раз отечественные спортсмены выигрывали эстафетную гонку на Олимпиаде-1980 в Лейк-Плэсиде).В России первой организацией, объединившей поклонников лыж, стал Московский клуб лыжников, который открылся в 16 декабря 1895 году. Вторым открылся клуб «Полярная звезда» в Санкт-Петербурге в 1897 году. К 1910 году лыжные кружки, общества и клубы были организованы в 32-х городах Российской империи.